# コンプライアンス 服従の心理
『コンプライアンス 服従の心理』（コンプライアンス ふくじゅうのしんり、Compliance）は、2012年のアメリカ合衆国のスリラー映画。クレイグ・ゾベル監督・脚本、アン・ダウド、ドリーマ・ウォーカー、パット・ヒーリー出演。2004年に起こったストリップサーチいたずら電話詐欺を基にした物語である。ダウドは本作の演技によりナショナル・ボード・オブ・レビュー賞助演女優賞を受賞した。

## ストーリー
ファストフード店でマネージャーをしている中年女性サンドラは、ある日、警察官を自称するダニエルズからの電話を受ける。ダニエルズはサンドラの店の従業員が金を盗んだと述べる。サンドラはダニエルズの証言からベッキーが容疑者であると考え、呼び出した。ベッキーは盗んではいないと主張すると、ダニエルズは彼女を身体検査するように要求する。そして、サンドラはマネージャーとして、従業員を管理する責任があると思い、ダニエルズの言うとおりに身体検査を実行していくのであった。

## キャスト
※括弧内は日本語吹替
- サンドラ - アン・ダウド（滝沢ロコ）

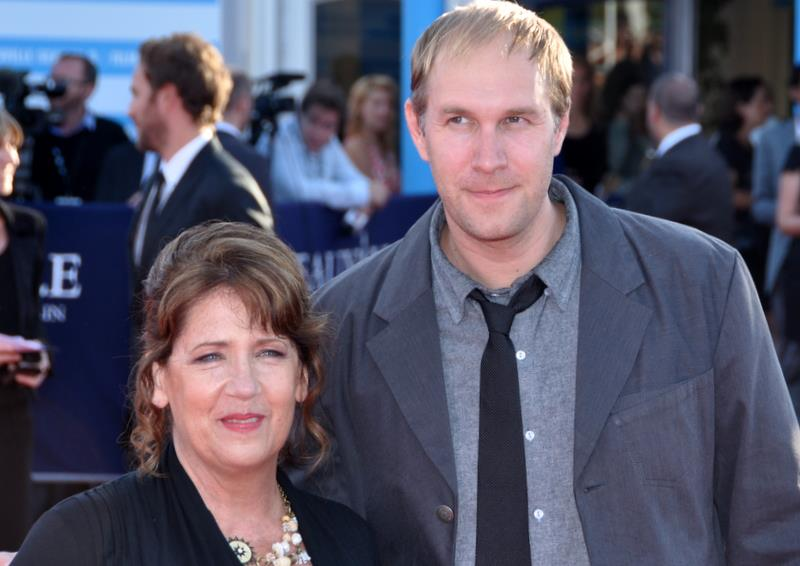
2012年のドーヴィル・アメリカン映画祭でプロモーションをするアン・ダウドとクレイグ・ゾベル。

- ベッキー - ドリーマ・ウォーカー（渡邉佳美）
- ダニエルズ - パット・ヒーリー（板取政明）
- ヴァン - ビル・キャンプ（河合みのる）
- ケヴィン - フィリップ・エッティンガー
- ニールス - ジェームズ・マキャフリー（英語版）
- マーティ - アシュリー・アトキンソン（英語版）（臼井貴子）
- コニー - ニキヤ・マティス（虎渡瑞季）

- その他日本語吹替声優 - 德石勝大、砂山哲英、貴志展弘、有坂優弥、竹重香織

## 公開
2012年1月にサンダンス映画祭でプレミア上映された。アメリカ合衆国では2012年8月17日に限定公開された。

## 評価
Rotten Tomatoesでは127件のレビューで支持率は89%となった。

### 受賞とノミネート
| 賞                                   | 部門       | 候補者               | 結果       |
| ------------------------------------ | ---------- | -------------------- | ---------- |
| ナショナル・ボード・オブ・レビュー賞 | 助演女優賞 | アン・ダウド         | 受賞       |
| インディペンデント・スピリット賞     | 助演女優賞 | アン・ダウド         | ノミネート |
| クリティクス・チョイス・アワード     | 助演女優賞 | アン・ダウド         | ノミネート |
| セントルイス映画批評家協会賞         | 助演女優賞 | アン・ダウド         | 受賞       |
| オンライン映画批評家協会賞           | 助演女優賞 | アン・ダウド         | ノミネート |
| トロント映画批評家協会賞             | 助演女優賞 | アン・ダウド         | 次点       |
| ファンゴリア・チェーンソー賞         | 助演女優賞 | ドリーマ・ウォーカー | ノミネート |

なお、配給元のマグノリア・ピクチャーズは本作の採算割れを理由に、アン・ダウドの賞レース参戦のための全米俳優組合会員とアカデミー賞への投票権を持つ者への試写用DVDの配布をしなかった。そのために、アン・ダウドは借金をして試写用DVD配布の費用1万3000ドルを調達した。